# Lijst van rijksmonumenten in Gennep (plaats)
De plaats Gennep telt 15 inschrijvingen in het rijksmonumentenregister. Hieronder een overzicht.
| Object | Oorspronkelijke functie?  | Bouwjaar                   | Architect                        | Locatie                                   | Coördinaten?                  | Nr.?   | Afbeelding                                                                        |
| --- | ------------------------- | -------------------------- | -------------------------------- | ----------------------------------------- | ----------------------------- | ------ | --------------------------------------------------------------------------------- |
| Stadhuis van Gennep                                                                                               | Bestuursgebouw en onderdl | 17e eeuw                   |                                  | Markt 1                                   | 51° 42' 6" NB, 5° 58' 8" OL   | 16084  | Meer afbeeldingen                                                                 |
| Nederlands-hervormde kerk                                                                                         | Kerk en kerkonderdeel     | 1661-1663                  |                                  | Markt 3                                   | 51° 42' 5" NB, 5° 58' 7" OL   | 16085  | Meer afbeeldingen                                                                 |
| Museum Het Petershuis                                                                                             | Woonhuis                  | 17e-19e eeuw               |                                  | Niersstraat 2                             | 51° 42' 7" NB, 5° 58' 8" OL   | 16086  | Meer afbeeldingen                                                                 |
| De Reus | Industrie- en poldermolen | 1847                       |                                  | Ottersumseweg 16A                         | 51° 42' 21" NB, 5° 58' 29" OL | 16087  | Meer afbeeldingen                                                                 |
| Resten van de versterkingen der in 1371 voor het eerst als zodanig vermelde stad                                  | Fort, vesting en -onderdl | 1371                       |                                  | Resten versterkingen ten westen Mariaoord | 51° 41' 53" NB, 5° 58' 15" OL | 16088  | Resten van de versterkingen der in 1371 voor het eerst als zodanig vermelde stad  |
| De rest van een vierkant uitgebouwd torentje, deel uitmakend van de versterkingen                                 | Fort, vesting en -onderdl | 1371                       |                                  | Rest torentje ten westen van Mariaoord    | 51° 42' 4" NB, 5° 58' 0" OL   | 16089  | De rest van een vierkant uitgebouwd torentje, deel uitmakend van de versterkingen |
| Bouwval van het Genneperhuis; grotendeels aangeaarde resten van de vierkante onderbouw en enige andere muurresten | Fort, vesting en -onderdl |                            |                                  | Bloemenstraat bij 3                       | 51° 42' 43" NB, 5° 57' 18" OL | 16090  | Meer afbeeldingen                                                                 |
| Gerardamolen | Industrie- en poldermolen | 1862                       |                                  | Diekendaal 21                             | 51° 39' 15" NB, 5° 59' 32" OL | 16092  | Meer afbeeldingen                                                                 |
| Kapel van St. Antonius Abt                                                                                        | Kerk en kerkonderdeel     | 16e eeuw (oudste gedeelte) |                                  | Vensestraat 66                            | 51° 43' 1" NB, 6° 1' 34" OL   | 16098  | Meer afbeeldingen                                                                 |
| Rust na Arbeid | Industrie- en poldermolen | 1881                       |                                  | Kleefseweg 59a                            | 51° 42' 39" NB, 6° 1' 11" OL  | 16101  | Meer afbeeldingen                                                                 |
| Nederzettingsterrein                                                                                              | Archeologisch monument    | voor-Romeinse IJzertijd    |                                  | Tussen Elskamp en Diekendaal              | 51° 39' 16" NB, 5° 59' 24" OL | 46220  | Upload foto                                                                       |
| Huis onder zadeldak tussen trapgevels met kruiskozijnen                                                           | Opslag                    | vroeg 16e eeuw             |                                  | Molenstraat 11                            | 51° 42' 1" NB, 5° 58' 16" OL  | 470319 | Meer afbeeldingen                                                                 |
| Maria Roepaan | Klooster, kloosteronderdl | 1882                       | C.J.H. Franssen                  | Kleefseweg 9                              | 51° 42' 23" NB, 6° 0' 6" OL   | 504497 | Meer afbeeldingen                                                                 |
| Sint-Martinustoren                                                                                                | Kerk en kerkonderdeel     | 1868                       | toegeschreven aan Pierre Cuypers | Torenstraat bij 17                        | 51° 42' 10" NB, 5° 58' 5" OL  | 525602 | Meer afbeeldingen                                                                 |
| Villa Mouterij Aurora                                                                                             | Dienstwoning              | 1898                       |                                  | Heijenseweg 7                             | 51° 41' 37" NB, 5° 58' 21" OL | 525604 | Villa Mouterij Aurora                                                             |